# Pariana velutina
Pariana velutina är en gräsart som beskrevs av Jason Richard Swallen. Pariana velutina ingår i släktet Pariana och familjen gräs. Inga underarter finns listade i Catalogue of Life.